# انحراف‌سنجی لیزر شلیرن

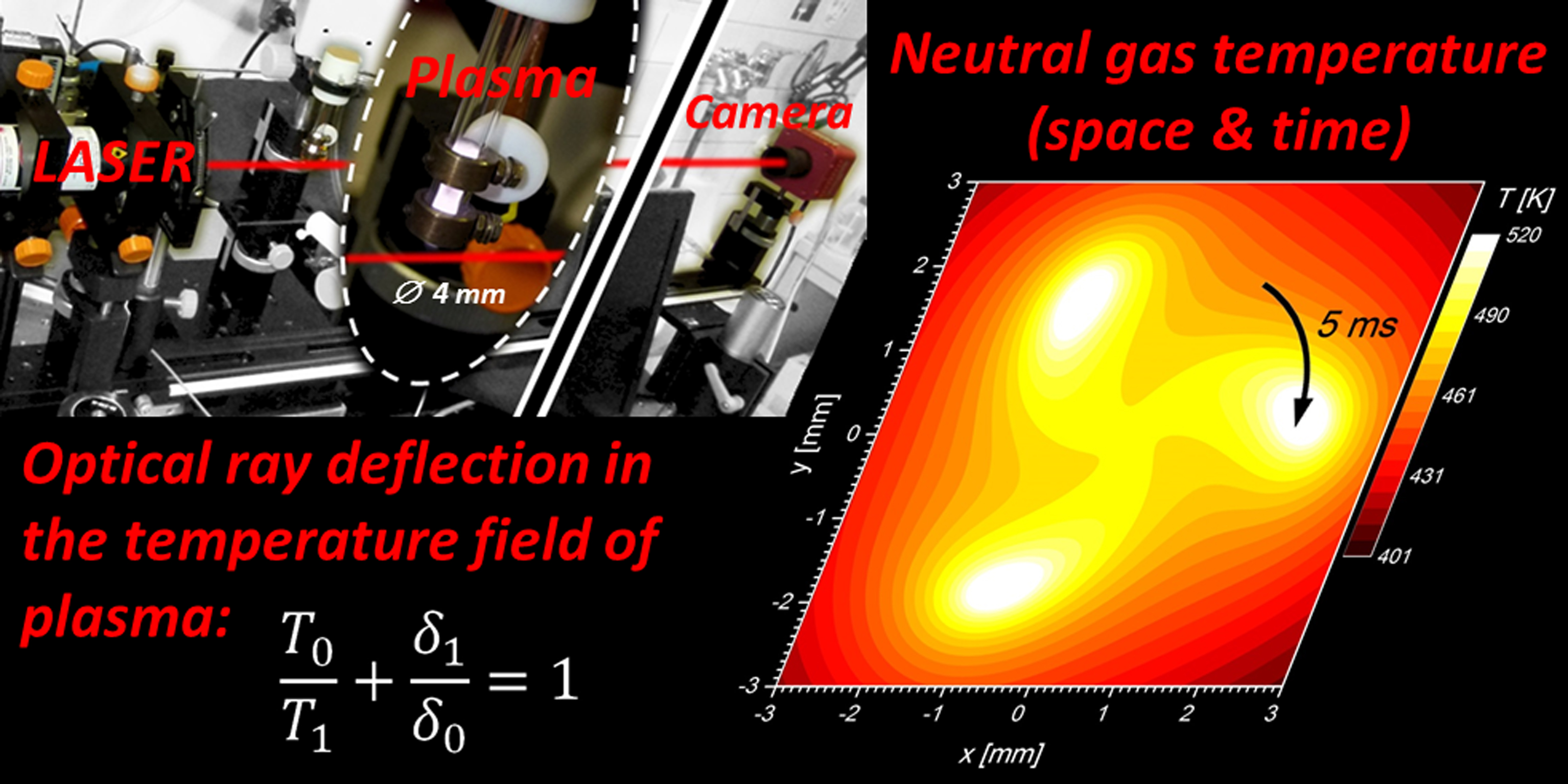
آزمایشی با استفاده از انحراف سنجی لیزر شلیرن (LSD) برای اندازه‌گیری دما در جت پلاسمای آرگون.

انحراف‌سنجی لیزر شلیرن (به انگلیسی: (LSD) Laser schlieren deflectometry) روشی برای اندازه‌گیری با سرعت بالای دمای گاز در ابعاد میکروسکوپی، به‌ویژه برای قله‌های دما در شرایط پویا در فشار جو است. اصل LSD از عکس‌برداری شلیرن گرفته شده‌است: یک پرتو لیزر باریک برای پویش یک منطقه در گاز استفاده می‌شود که در آن تغییر خصوصیات با تغییر مشخصه ضریب شکست همراه است. ادعا می‌شود که انحراف‌سنجی لیزر شلیرن برای رفع محدودیت‌های روش‌های دیگر در زمینه وضوح زمانی و مکانی است.
نظریه این روش، مشابه آزمایش پراکندگی ارنست رادرفورد از سال ۱۹۱۱ است. با این حال، به جای ذرات آلفای پراکنده شده توسط اتم‌های طلا، در اینجا یک اشعه نوری توسط نقاط داغ با دمای نامشخص منحرف می‌شود. یک معادله کلی LSD توصیف وابستگی حداکثر انحراف اندازه‌گیری‌شده اشعه δ 1 در حداکثر محلی از دمای گاز خنثی در نقطه داغ T 1 به صورت زیر است:
{\displaystyle {\frac {T_{0}}{T_{1}}}+{\frac {\delta _{1}}{\delta _{0}}}=1,}
که در آن T0 دمای محیط و δ0 بسته به تنظیمات آزمایش، یک ثابت کالیبراسیون است.
از انحراف‌سنجی لیزر شلیرن برای بررسی پویایی دما، انتقال حرارت و تعادل انرژی در یک نوع کوچک شده از پلاسمای فشار اتمسفر استفاده شده‌است.